# Basetsana Kumalo
Basetsana Kumalo, Geburtsname Makgalemele (* 29. März 1974 in Soweto), ist eine südafrikanische Unternehmerin und Millionärin und die erste Schwarze, die zur „Miss Südafrika“ gewählt wurde.

## Leben
Basetsana Kumalo wurde als Tochter eines Busfahrers und einer Lehrerin im Township Soweto in einer Informellen Siedlung geboren. Als Kind hat sie – wie in südafrikanischen Townships häufig – als Straßenhändlerin gearbeitet und beispielsweise „Brote, Lutscher und hartgekochte Eier“ verkauft, eine Erfahrung, die Kumalo, neben der Förderung durch ihre Eltern, als Grundlage ihres heutigen geschäftlichen Erfolges ansieht. Da Lehrerin für Frauen in der damaligen Zeit einer der wenigen akzeptierten Berufe war, begann sie ein Lehramtsstudium. Ihre Mutter meldete sie zu Schönheitswettbewerben an – so wurde sie zuerst zur „Miss Soweto“, dann zur „Miss Black South Africa“ gewählt. 1994, im Jahr der ersten demokratischen Wahlen, wurde sie schließlich „Miss South Africa“. Dieser Erfolg ermöglichte ihr, als Fernsehmoderatorin in einer Show über Prominente zu arbeiten. Mit geliehenem und durch ihre Erfolge erworbenem Geld erwarb sie schließlich die Hälfte der Firma, die die Show produzierte. Die Gesellschaft fusionierte 1999 mit dem Medienkonzern Union Alliance.
In der Folge entfaltete sie eine umfangreiche Unternehmertätigkeit: sie bringt unter ihrem Namen Sonnenbrillen, eine Modelinie und Kosmetik heraus. Heute hält sie umfangreiche Beteiligungen an Immobilien und ist Mitglied verschiedener Aufsichtsräte. Seit 2005 ist sie mit zwei Partnerinnen an Kohleminen beteiligt. Weiterhin ist sie Präsidentin des Verbandes südafrikanischer Geschäftsfrauen und setzt sich für Wohltätigkeitsorganisationen ein. Am operativen Geschäft ihrer Firmen ist sie nicht mehr beteiligt.
Die tief gläubige Basetsana Kumalo profitierte nach eigenen Angaben stark von der Politik des Broad-Based Black Economic Empowerment, mit der die ANC-Regierung gezielt die ehemals benachteiligten, vor allem schwarzen Bevölkerungsgruppen fördert. „Unternehmen wurden faktisch gezwungen, Schwarze am Aktienvermögen zu beteiligen und Managementpositionen mit ihnen zu besetzen.“ Basetsana Kumalo verkörpert nach den Worten der Journalistin Claudia Bröll den „Traum vom Erfolg schwarzer Unternehmer in Südafrika.“